# سيرجيو عمر ألميرون
سيرجيو عمر الميرون (بالإسبانية: Sergio Omar Almirón)‏ (ولد في 18 نوفمبر 1958 في روساريو): كان لاعب كرة قدم أرجنتيني يلعب مركز الوسط المهاجم.
خلال مسيرته (1978-1993) لعب لفريق نيولز أولد بويز، نادي تور (الفرنسي)، تايجرز أونال (المكسيكي)، إستوديانتيس دي لا بلاتا، سنتر قرطبة دي روساريو واتلتيكو تاليريس.
كان الميرون في تشكيلة الأرجنتين الذي فاز بكأس العالم لكرة القدم 1986، على الرغم من أنه لم يلعب أي مباراة خلال تلك البطولة. كان مهاجما في بطولة عام 1986 وبالرغم من ذلك كان يحمل الرقم 1  ولم يكن حارس مرمى وذلك بسبب سياسة الأرجنتين في ذلك الوقت للترقيم حسب الأبجدية. وهو والد سيرجيو ألميرون لاعب خط وسط نادي كاتانيا.

## روابط خارجية
- سيرجيو عمر ألميرون على موقع الاتحاد الدولي (مؤرشف)  (الإنجليزية)
- سيرجيو عمر ألميرون على موقع قاعدة بيانات كرة القدم.إي يو (الإنجليزية)
- سيرجيو عمر ألميرون على موقع ناشيونال فوتبول تيمز (الإنجليزية)